# Ableton Live
Ableton Live és una estació de treball d’àudio digital (en anglès DAW, digital audio workstation) desenvolupada per Ableton per a macOS i Windows. A diferència de molts altres seqüenciadors de programari, Ableton Live està dissenyat per ser un instrument per a actuacions en directe i una eina per a la composició, enregistrament, arranjament, mescla i masterització. També és utilitzat per DJs, ja que ofereix un conjunt de controls per a beatmatching, crossfading i altres efectes diferents que fan servir els turntablists i va ser una de les primeres aplicacions musicals que va canviar beatmatch automàticament. Live està disponible en tres edicions: Introducció (amb funcions clau limitades), Estàndard i Suite.

## Història
Els cofundadors d’Ableton, Gerhard Behles, Robert Henke i Bernd Roggendorf, van desenvolupar Live a partir d’un programari casolà que Behles i Henke havien creat per facilitar les seves actuacions de música en directe com Monolake. Van llançar la primera versió de Live el 2001 com a programari comercial. Ableton Live està escrit en C++. Live no es va prototipar a Max, tot i que la majoria dels dispositius d’àudio sí.

## Característiques

### Vistes
La interfície d'usuari de Live es compon de dues "vistes": la vista d'arranjament i la vista de sessió. En directe s'utilitzen seqüències de mostres d’àudio o MIDI, anomenades Clips, que es preparen per reproduir-les en directe (és a dir, activar-les) o reproduir-les en un ordre preestablert. MIDI activa notes sobre instruments integrats de Live, així com instruments VST de tercers o maquinari extern.
La vista de sessió ofereix una representació basada en quadrícules de tots els clips en un conjunt en directe. Aquests clips es poden disposar en escenes que després es poden activar com a unitat. Per exemple, una pista de bateria, baix i guitarra pot incloure una sola escena. En passar a la següent escena, que pot incloure una línia de baixos del sintetitzador, l'artista activarà l'escena, activant els clips d'aquesta escena.
La "Arrangement View" ofereix una línia de temps de producció de música horitzontal de clips que és més semblant a una interfície de seqüenciador de programari tradicional. La vista d'arranjament s'utilitza per enregistrar pistes des de la vista de sessió i manipular encara més la seva disposició i efectes. També s'utilitza per a la seqüenciació MIDI manual.

### Instruments
La versió introductòria de Live inclou quatre instruments (Impulse, Simpler, Instrument Rack i Drum Rack) i la versió estàndard de Live inclou instruments externs, amb els usuaris que tenen l'opció de comprar instruments addicionals. Per altra banda, Live Suite inclou tots els instruments disponibles.
- Impulse: un instrument tradicional d’activació del tambor que permet a l’usuari definir un kit de fins a vuit sons de bateria, cadascun basat en una sola mostra. Hi ha una sèrie d'efectes disponibles, com ara l'equalització bàsica, l'atac, la decadència, el desplaçament del to, etc. Un cop definit el kit, es creen ritmes i ritmes a través del seqüenciador MIDI de Live.
- Simpler: un instrument bàsic de mostreig. Funciona utilitzant una sola mostra d'àudio, aplicant efectes simples i envolupants, aplicant finalment transformacions de to en forma de síntesi granular. En aquest cas, el MIDI entrant no desencadena bateries com ho fa a Impulse, sinó que selecciona l’altura final de la mostra, amb C3 reproduint la mostra al seu to original.
- Drum Rack: un mostreig per a bateria. Les notes MIDI activen "Simplers" individuals, de manera que, en lloc de provocar una mostra en diversos tons, les mostres individuals es desencadenen en tons predefinits, com és adequat per a la programació de bateria MIDI. Com és habitual amb Ableton, gairebé qualsevol cosa es pot arrossegar cap o des de les bateries; per exemple, es pot deixar caure un clip d'àudio o qualsevol dispositiu MIDI en una nota de bateria.
- Instrument Rack: permet a l'usuari combinar diversos instruments i efectes en un sol dispositiu, permetent sons dividits i en capes amb controls de macro personalitzats.
- Analògic: simula un sintetitzador analògic.
- Baix: un sintetitzador de baixos analògic virtual monofònic.
- Collision: un sintetitzador de modelatge físic de percussió de mall.
- Drum Synths: 8 dispositius per crear sons de bateria i percussió mitjançant síntesi.
- Elèctric: un instrument de piano elèctric.
- Operador: un sintetitzador FM.
- Poli: un sintetitzador analògic virtual que combina la síntesi subtractiva i FM
- Sampler: un mostreig millorat.
- Tension: un sintetitzador de modelatge físic de cadenes.
- Wavetable: un sintetitzador de taula d’ona amb dos oscil·ladors i fonts de modulació re-mapables.

Ableton també disposa d'una selecció massiva de paquets de mostra complementaris amb els quals l’usuari pot ampliar les llibreries de so dels seus instruments.
- Session Drums: una col·lecció de bateries de mostra.
- Latin Percussion: una col·lecció de hits i bucles de percussió llatina.
- Essential Instruments Collection: una gran col·lecció de mostres d’instruments acústics i elèctrics.

- Col·lecció d’instruments orquestrals: una col·lecció de quatre biblioteques orquestrals diferents, que es poden adquirir individualment o en forma de paquet: cordes orquestrals, llautó orquestral, vents de fusta orquestals i percussió orquestral. La col·lecció d’instruments d’orquestra s'inclou en comprar Live Suite, però s'ha de descarregar per separat.

### Instruments de hardware dedicat
Akai Professional fabrica l'APC40 mk II, un controlador MIDI dissenyat per funcionar únicament amb Ableton Live. Una versió més petita, l'APC20, es va llançar el 2010. Tot i que hi ha molts controladors MIDI compatibles amb Ableton, aquestes unitats Akai intenten mapar de prop el disseny real d'Ableton Live a l'espai físic. Novation Digital Music Systems ha creat el "Launchpad", que és un dispositiu de coixinet dissenyat per utilitzar-se amb Ableton. Actualment hi ha quatre models diferents de Launchpad: Launchpad Mini, Launchpad X, Launchpad Pro i Launchpad Control. Ableton també ha llançat el seu propi controlador MIDI, el Push, que és el primer controlador basat en pad que abasta escales i melodia. [9] El novembre de 2015, Ableton va llançar un controlador MIDI actualitzat, el Push 2, juntament amb el Live 9.5. [10] Push 2, pel que fa al seu disseny, compta amb una nova pantalla de colors, botons i coixinets millorats i un marc més clar

### Treball amb clips d'audio
A més dels instruments esmentats anteriorment, Live pot treballar amb mostres. Intents en directe de fer anàlisis de ritme de les mostres per trobar el seu comptador, el nombre de barres i el nombre de pulsacions per minut. Això fa que Live pugui canviar aquestes mostres per encabir-les en bucles lligats al tempo global de la peça.
A més, la funció Time Warp de Live es pot utilitzar per corregir o ajustar les posicions del batec a la mostra. Establint els marcadors d’ordit en un punt específic de la mostra, es poden fixar punts arbitraris a la posició de la mesura. Per exemple, un ritme de bateria que va caure 250 ms després del punt mitjà de mesura es pot ajustar de manera que es reprodueixi precisament al punt mitjà.
Alguns artistes i botigues en línia, com ara The Covert Operators i Puremagnetik, ara ofereixen disponibles paquets de mostra preajustats, amb informació de tempo i marcadors d’ordit afegits. Els fitxers d'àudio s'acompanyen amb un "fitxer d'anàlisi" en format natiu de Live (fitxers .asd). [12] [13]
Ableton Live també admet Audio To MIDI, que converteix mostres d'àudio en una seqüència de notes MIDI mitjançant tres mètodes de conversió diferents, inclosa la conversió a Melody, Harmony o Rhythm. Un cop acabat, Live crearà una nova pista MIDI que conté les notes MIDI noves juntament amb un instrument per reproduir-les. La conversió d’àudio a midi no sempre és exacta al 100% i pot requerir que l’artista o el productor ajustin manualment algunes notes. [14] Vegeu la transformada de Fourier.

### Automatitzacions
Gairebé tots els paràmetres de Live es poden automatitzar mitjançant sobres que es poden dibuixar en clips, en aquest cas s'utilitzaran en totes les representacions d’aquest clip o en tota la disposició. Els exemples més evidents són la panoràmica de volums i pistes, però també s'utilitzen sobres a Live per controlar paràmetres de dispositius d’àudio, com ara la nota arrel d’un ressonador o la freqüència de tall d’un filtre. Els sobres de clip també es poden assignar a controls MIDI, que també poden controlar paràmetres en temps real mitjançant control lliscant, faders, etc. L'ús de la funció de registre de transport global també registrarà els canvis fets a aquests paràmetres, creant-los un sobre.

### Audio
- Auto Filter
- Auto Pan
- Beat Repeat
- Chorus
- Compressor
- Convolution Reverb
- Spectrum
- Dynamic Tube
- EQ Eight
- EQ Three
- Erosión
- Filter Delay
- Flanger
- Gate
- Glue Compressor
- Grain Delay
- Phaser

- Ping Pong Delay
- Saturator
- Simple Delay
- Redux
- Resonators
- Reverb
- Spectrum
- Utility
- Vocoder
- Multiband Dynamics
- Multichannel Audio
- Overdrive
- Limiter
- Frequency Shifter
- Looper
- Echo
- Pedal
- Tuner
- Vinyl Distortion

Adicionalment es poden utilitzar efectes d'àudio VST o AU.

### MIDI
- Arpeggiator
- Chord
- Duración de nota
- Pitch

- Random
- Scale

- Velocity

Aquests efectes processen a temps real els senyals d'una pista MIDI.

## Programes similars
- FL Studio
- Pro Tools
- Logic Pro
- GarageBand
- Steinberg Cubase
- REAPER